# Max Michallek
Max Michallek (ur. 29 sierpnia 1922 w Dortmundzie, zm. 7 czerwca 1985 tamże) – niemiecki piłkarz grający na pozycji obrońcy. Wieloletni zawodnik Borussii Dortmund.

## Kariera piłkarska
Max Michallek przez całą karierę związany był z Borussią Dortmund. Przed wybuchem II wojny światowej grał w drużynie juniorskiej BVB. Do seniorskiego zespołu dołączył w 1947 roku, w którym grał do zakończenia kariery w 1960 roku. W czasie gry w Borussii Dortmund zachwycał swoich kibiców dynamicznymi akcjami ofensywnymi, czym przypominał grę Güntera Netzera, a także z drużyną zdobył dwukrotnie tytuł mistrza Niemiec: w 1956 i 1957 roku. Ze względu na długie nogi nosił przydomek Pająk. W barwach Borussii Dortmund rozegrał łącznie 323 mecze i strzelił 20 bramek.
Max Michallek, mimo iż był jednym z najlepszych obrońców na krajowych boiskach, nigdy nie zagrał w reprezentacji Niemiec. Według klubowego kolegi - Helmuta Brachta, Michalleka nigdy nie interesowała gra w drużynie narodowej, gdyż to musiało oznaczać kilkudniowy wyjazd z Dortmundu.

## Statystyki
- Liga zachodnia: 293 mecze - 17 goli[3]
- Finałowe rundy mistrzostw Niemiec: 21 meczów - 3 gole
- Europejskie puchary: 9 meczów
- Razem: 323 mecze - 20 goli

## Sukcesy
- Mistrz Westfalii juniorów: 1939
- Mistrz Niemiec: 1956, 1957

## Kariera trenerska
Max Michallek po zakończeniu kariery piłkarskiej pracował jako trener. W latach 1969–1972 był asystentem trenerów BVB, a w latach 1972–1973 prowadził samodzielnie drużynę BVB.